# Semotilus lumbee
 Semotilus lumbee és una espècie de peix cipriniforme de la família dels ciprínids.

## Morfologia
Els mascles poden assolir els 24 cm de longitud total.

## Distribució geogràfica
Es troba a Carolina del Nord i a Carolina del Sud (Estats Units).